# Cobbia dentata
Cobbia dentata är en rundmaskart som beskrevs av Gerlach 1953. Cobbia dentata ingår i släktet Cobbia och familjen Monhysteridae. Inga underarter finns listade i Catalogue of Life.